# 裴璩
裴璩（?—?），字挺秀，唐朝末年官员，出自南來吳裴，父亲河南府司錄參軍裴克，唐代宗时東都副留守裴諝（字士明）的曾侄孙。官至尚书仆射、檢校司空。
裴璩在868年—869年任宣歙观察使。877年，王郢乱军横行浙西，镇海节度使裴璩调军队守备，不和王郢军交战，暗中招纳王郢党羽朱实投降，王郢党徒六七千人散伙逃走。王郢窜至明州，被刘巨容射杀。878年，曹师雄进犯湖州，裴璩遣军队将其击破。884年，裴璩任尚书右仆射。886年十月，静难节度使朱玫胁迫长安百官太子太师裴璩等奉笺劝进襄王李煴称帝，改年号为建贞，隔地尊奉唐僖宗为太上元皇圣帝。李煴失败後，裴璩任岭南节度使（887年—889年）。